# Pietro Sasso
Pietro Sasso (né à Anagni dans le Latium, Italie, et mort fin 1219  à Rome) est un cardinal italien   du XIIIe siècle. 

## Biographie
Sasso est auditeur à la rote romaine. Le pape Innocent III le crée cardinal lors du consistoire de  1205. Le cardinal Sasso est archiprêtre de la basilique libérien et légat en Allemagne.  Il participe  à l'élection d'Honorius III en 1216 et est vicaire de Rome vers 1217.